# Lamarckiana sparrmani
Lamarckiana sparrmani är en insektsart som först beskrevs av Carl Stål 1876.  Lamarckiana sparrmani ingår i släktet Lamarckiana och familjen Pamphagidae. Inga underarter finns listade i Catalogue of Life.